# きゅ〜くる
「きゅ～くる」は、金澤有希が総合プロデュースを手掛ける、Cute&Coolをコンセプトにした7人組のアイドルグループ。
ファンネームの総称は「ぱてぃしえ」。

## 概要
グループ名の「きゅ～くる」は、「Cute&Cool」「時代が急に来る」を略したもので、誰もが簡単に読め、覚えやすい名前として選ばれた。

## 略歴

### 2023年
同年2月にプロジェクトが始動し、同年4月30日にメンバーが発表され、同年5月6日から7日にかけて新宿歌舞伎町で開催された大型サーキットアイドルフェス「歌舞伎町UP GATE↑↑ 2023」にてステージデビューを果たした。 
6月16日、高輪柚希が活動終了。
6月17日、「miniTIF vol.87 夏本番☆直前SP！」@GARDEN新木場FACTORYに出演。
7月2日、「超NATSUZOME2023」@幕張海浜公園Gブロック特設会場に出演。
7月8日、「MARQUEE祭mini Vol.157」@Spotify O-nestに出演。
7月23日、「関ヶ原唄姫合戦 2023」に出演。
7月31日、活動休止中の長田裕子が活動終了。
8月28日、「@JAM EXPO 2023」@横浜アリーナに出演。
9月10日、新メンバー星野光也美と大柄心乃が加入。
12月24日、グループ初のワンマンライブ「きゅ〜くる ~First One Man Live~First Story~」を開催。

### 2024年
2月15日、グループ初の定期公演「きゅ〜くる三ツ星~バレンタイン~」を開催。
2月22日、「フクフェス Vol.2」@EX THEATER ROPPONGIに出演。
3月4日、「MARQUEE祭mini Vol.192」@Spotify O-nestに出演。
5月5日・6日、新宿歌舞伎町の大型サーキットアイドルフェス「歌舞伎町UP GATE↑↑ 2024」に出演。
6月23日、「きゅ～くる　2nd ワンマンライブ　1st ANNIVERSARY～きゅ～くる Ready go サマハレ！」を開催。
7月19日、平野伶実が活動終了。

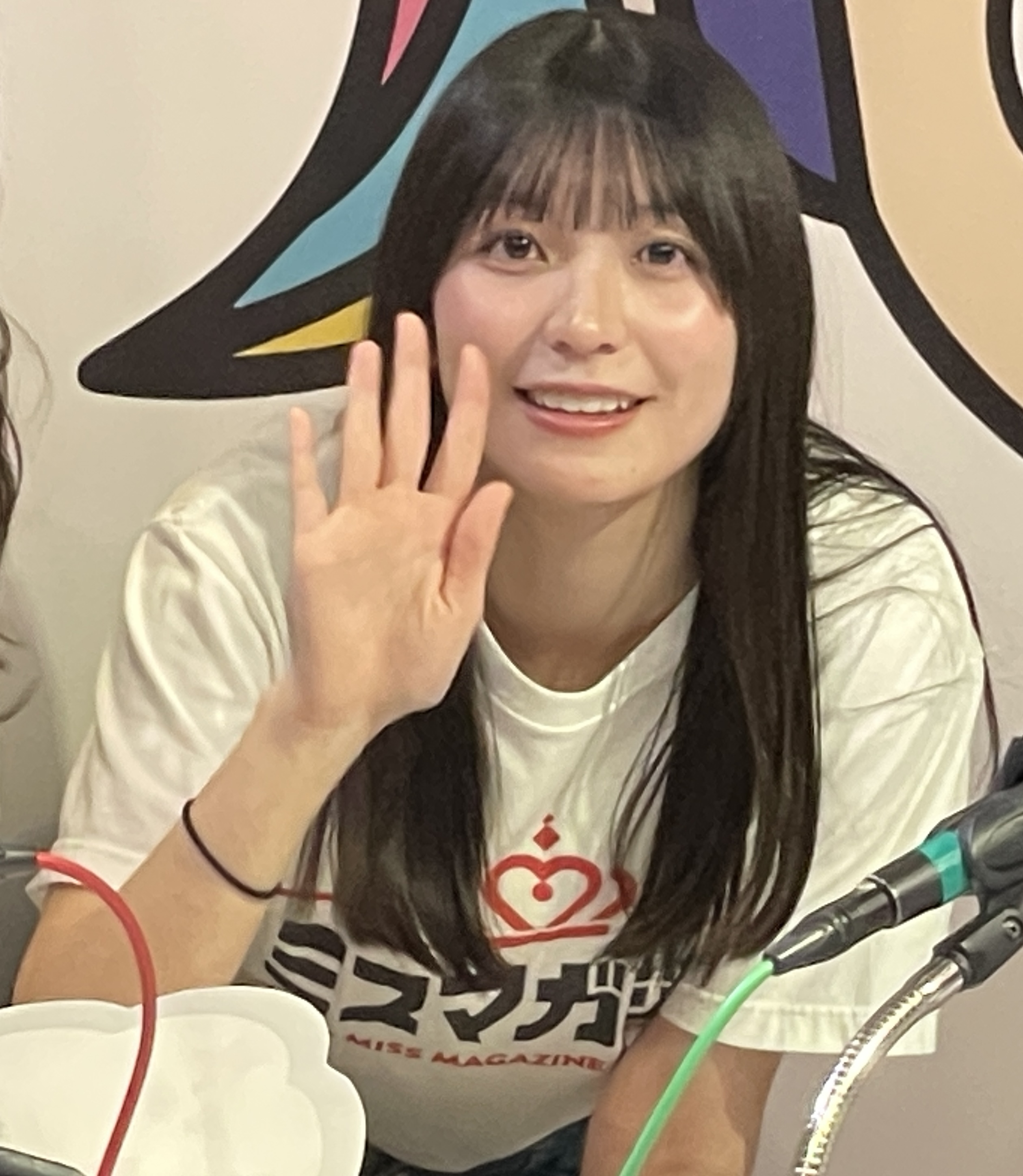
『ミスマガ放課後RADIO!』出演時の花城奈央
（渋谷クロスFM・2025年1月16日）

8月28日、メンバーの花城奈央が週刊少年マガジン主催のミスマガジンのミス週刊少年マガジンに選ばれる。
9月14日・16日、「@JAM EXPO 2024」@横浜アリーナに出演。
10月12日、新メンバー原田莉緒が加入。同日、「ガラフェス〜秋の食欲わくわくプレゼント〜」に出演。
12月23日、横浜ReNY betaで開催された3rdワンマンライブ「きゅ～くる あっぷで～と vol.2 ～Next Face カカオ何％？～」において、追加メンバーオーディションの合格者である鹿野こはるがお披露目された。

### 2025年
1月3日、「謹賀新年！アイドル初夢ライブby@JAM/ダイキサウンド」に出演。
2月5日、4thワンマンライブ「きゅ～くるあっぷで～と」@新宿ReNYを開催。新メンバー鹿野こはるがライブデビューした。
3月1日・2日、「@ジャムム fes 2025」@上野公園水上音楽堂に出演。
3月9日、「ガラフェス〜かがやきJAPAN
真夏の青春セレナーデ〜」@豊洲PITに出演。
4月1日、同日付でNexStreetからArcJewelに移籍する事を発表した。
5月4日、新宿歌舞伎町の大型サーキットアイドルフェス「歌舞伎町UP GATE↑↑ 2025」に出演。
5月12日、星野光也美が体調不良のため当面の活動を休止することが発表された。
5月24日、「きゅ～くる　2周年記念ワンマンライブ～3年目もきゅ〜くるいくぞー！！きゅん♡～」@東京キネマ倶楽部を開催。
5月30日、活動休止中の星野光也美が31日付で脱退することが発表された。
6月14日、「mini TIF vol.108」@白金高輪SELENE b2に出演。
7月13日、「SPARK 2025 渋谷納涼祭」@渋谷に出演。
7月21日、「関ヶ原唄姫合戦 2025」に出演。
7月29日、「真夏のJewel Beat!! 2025 SP」@Zepp Shinjukuに出演。
8月30日・31日、「@JAM EXPO 2025」@横浜アリーナに出演。

## メンバー
| 名前                        | 生年月日              | 出身地   | カラー             | 加入       | 備考                             |
| --------------------------- | --------------------- | -------- | ------------------ | ---------- | -------------------------------- |
| 豆塚 あみ まめつか あみ     | 2003年6月20日（22歳） | 神奈川県 | ホワイト           | 2023年4月  | リーダー                         |
| 佐藤 愛唯 さとう めい       | 2004年7月20日（21歳） | 千葉県   | ピンク             | 2023年4月  |                                  |
| 山本 桜子 やまもと さくらこ | 2004年9月19日（20歳） | 福井県   | イエロー           | 2023年4月  | ひまわりスマイル担当             |
| 花城 奈央 はなしろ なお     | 2004年12月7日（20歳） | 沖縄県   | レッド             | 2023年4月  | ミスマガジン2024ミス少年マガジン |
| 大柄 心乃 おおがら ここの   | 2003年4月22日（22歳） | 北海道   | ライトグリーン     | 2023年9月  |                                  |
| 原田 莉緒 はらだ りお       | 2008年1月30日（17歳） | 神奈川県 | ライトパープル     | 2024年10月 |                                  |
| 鹿野 こはる しかの こはる   | 2004年4月12日（21歳） | 神奈川県 | スウィートオレンジ | 2024年12月 |                                  |

### 旧メンバー
| 名前                      | 生年月日       | 出身地       | 加入      | 脱退      | 備考 |
| ------------------------- | -------------- | ------------ | --------- | --------- | ---- |
| 高輪 柚希 たかわ ゆずき   | 2006年1月23日  | 北海道       | 2023年4月 | 2023年6月 |      |
| 長田 裕子 おさだ ゆうこ   | 2008年1月30日  | 大連（中国） | 2023年4月 | 2023年7月 |      |
| 平野 伶実 ひらの れみ     | 2005年10月13日 | 大阪府       | 2023年4月 | 2024年7月 |      |
| 星野 光也美 ほしの みやび | 2001年1月11日  | 神奈川県     | 2023年9月 | 2025年5月 |      |

## 書籍
- 『MARQUEE Vol.153・158』（2024年2月22日・2025年5月27日、マーキー・インコーポレイティド）[36][37]

## 出演

### ネット関係
- きゅ〜くるの!きゅーくるーむ （2025年1月30日 - 月1回、SHOWROOM）

### ラジオ
- 推してみませんか？ （2025年5月12日 - 不定期出演、ラジオNIKKEI）